# Ann Arbor Challenger 2020
L'Ann Arbor Challenger 2020 è stato un torneo di tennis giocato sul cemento indoor. È stata la 1ª edizione del torneo facente parte dell'ATP Challenger Tour 2020. Si è giocato ad Ann Arbor, in Michigan negli Stati Uniti d'America, dal 6 al 12 gennaio 2020.

## Partecipanti

### Teste di serie
| Nazionalità     | Giocatore           | Ranking* | Testa di serie |
| --------------- | ------------------- | -------- | -------------- |
| Stati Uniti     | Bjorn Fratangelo    | 207      | 1              |
| Stati Uniti     | Noah Rubin          | 210      | 2              |
| Stati Uniti     | Sebastian Korda     | 249      | 3              |
| Rep. Dominicana | Roberto Cid Subervi | 258      | 4              |
| Belgio          | Ruben Bemelmans     | 260      | 5              |
| Argentina       | Renzo Olivo         | 265      | 6              |
| Ecuador         | Roberto Quiroz      | 266      | 7              |
| Stati Uniti     | Juan Cruz Aragone   | 275      | 8              |
| Croazia         | Nino Serdarušić     | 278      | 9              |
| Germania        | Daniel Altmaier     | 279      | 10             |
| Giappone        | Kaichi Uchida       | 286      | 11             |
| Stati Uniti     | Kevin King          | 298      | 12             |
| Brasile         | Pedro Sakamoto      | 308      | 13             |
| Stati Uniti     | Michael Redlicki    | 314      | 14             |
| Stati Uniti     | Sekou Bangoura      | 316      | 15             |
| Brasile         | Thomaz Bellucci     | 319      | 16             |

* Ranking al 30 dicembre 2019.

### Altri partecipanti
I seguenti giocatori hanno ricevuto una wildcard per il tabellone principale:
- Andrew Fenty
- Aleksandar Kovačević
- John McNally
- Ondřej Štyler
- Zachary Svajda

I seguenti giocatori sono entrati in tabellone col ranking protetto:
- Nicolás Barrientos
- Patrick Kypson

I seguenti giocatori sono passati dalle qualificazioni:
- Alejandro Gómez
- Strong Kirchheimer

## Campioni

### Singolare
Ulises Blanch ha sconfitto in finale  Roberto Cid Subervi col punteggio di 3–6, 6–4, 6–2.

### Doppio
Robert Galloway /  Hans Hach Verdugo hanno sconfitto in finale  Nicolás Barrientos /  Alejandro Gómez con il punteggio di 4–6, 6–4, [10–8].